# Монгол зураг

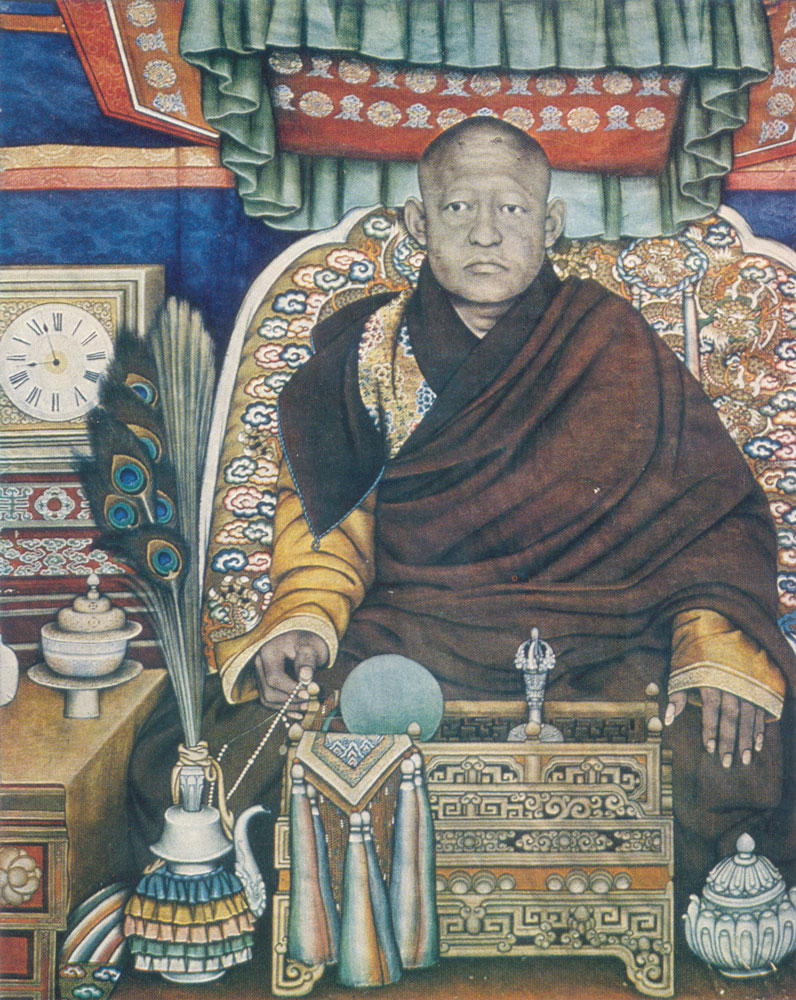
Портрет Богдо-гэгэна VIII, художник Балдугийн Шарав (фрагмент)

Монгол зураг (монг. Монгол зураг, монгольская живопись) — стиль живописи в монгольском искусстве. 

## Описание
Разработан в начале XX-го века. 
Произведения зураг исполняются гуашью на полотне, что напоминает тибетскую танку, кроме того используются клеевые и минеральные краски. В этой живописи объединяются буддийское изобразительное искусство и социалистический реализм, к которым относились благосклонно в Монгольской Народной Республике.
Впервые работы в этом стиле появились после революции 1921 года, у таких художников, как Балдугийн Шарав, картина «Один День в Монголии» которого остается одним из самых знаменитых произведений монгольского искусства. Картины зураг благодаря сценам из повседневной жизни, например, в колхозе или на кочевнических пастбищах, стали популярными в 1950-х и 1960-х годах на волне успеха картины Уржингийна Ядамсурэна «Старый скрипач». С начала демократических реформ в 1992 году произошел всплеск интереса к этому стилю. Современные картины в стиле зураг посвящены националистическим сценам из Сокровенного сказания монголов и жизни Чингисхана, а также религиозным образам, вдохновленным до-буддийским шаманизмом. Они стали более символическими, и менее строгими в оформлении.
На протяжении всей своей истории зураг охватывает широкий спектр визуальных стилей. Буддийская традиция используется наряду с европейскими стилями реализма и геометрической перспективы, обогащая тем самым тематику, содержание и художественную форму живописи. И в связи с этим, были написаны серия портретов монгольских ученых, картины «Народный сказитель» У. Ядамсурэна, «Черный верблюд» А. Сэнгэцохио, «Материнская слава» Д. Дамдинсурэна, произведения Ц. Даваахуу, Ц. Минжура, Б. Аварзэда, Ц. Жамсрана, Б. Гомбосурэна и других. В этих картинах создается сказочно-поэтический, обобщенный образ современной Монголии. Один из самых интересных и важных монгольских художников сегодня — Эршу Отгонбаяр, его творчеству был посвящён фильм «Зураг» Тобиаса Вульфа.